# Mbayaes
Los mbayás o mbayaes fueron una etnia del grupo de los guaicurúes que vivió a ambos lados del río Paraguay, en el norte y noroeste de Paraguay y de Argentina, alcanzado por el sur el río Bermejo. También vivieron en áreas adyacentes del estado brasileño de Mato Grosso del Sur, en donde hoy a sus descendientes se los conoce como caduveos o kadiwéus.
El etnónimo mbayá les fue dado por los guaraníes, a quienes atacaban frecuentemente, y significa ‘terribles’, ‘malos’ o ‘salvajes’.
Su lengua formó parte de la familia lingüística mataco-guaicurú.

## Historia
El adelantado Alvar Núñez Cabeza de Vaca, junto con guaraníes, realizó una incursión contra ellos en 1542 derrotándolos merced al terror que les produjo la utilización de caballos y armas de fuego.
Lo mismo que otros guaicurúes, adoptaron el caballo, por lo que también fueron conocidos como caballeros por los españoles. Durante dos siglos atacaron los establecimientos españoles y las misiones.
El grupo de los apacachodegodegi se trasladó hacia 1670 desde el Chaco Boreal a la región del río Apa, desde donde atacó a los establecimientos ubicados hasta los ríos Ypané y el Jejuí.
El sacerdote Pedro Lozano (1697-1752) distinguió tres grupos mbayaes: epicuá-yiquí (o epiguayegí) al norte, napin-yiquí en el oeste y taquí-yiquí en el sur. 
Entre 1844 y 1854 atacaron a los fortines paraguayos en la zona de los ríos Aquidabán y Apá.

## Reducciones jesuitas
En diciembre de 1609 los jesuitas Roque González de Santa Cruz y Vicente Grifi cruzaron el río Paraguay y se internaron en el país de los guaicurúes que vivían entre el río Confuso o Yabebyry y el río Pilcomayo en el Chaco Boreal. En 1610 fundaron la reducción de Nuestra Señora María de los Reyes en el lugar llamado Yasocá, ubicado a una legua del río Paraguay frente a Asunción, poco después González de Santa Cruz fue enviado hacia la misión del Paraná. En 1611 los misioneros fueron enviados a las regiones de Guarambaré y Pitun, quedando sin sacerdotes la reducción. En 1613 fueron trasladados allí Pedro Romero y Antonio Moranta, fundando Romero junto al Pilcomayo la reducción de Guazutinguá, que duró hasta 1626. Alonso Rodríguez y José Oreghi se unieron luego a Romero. Tras 17 años de estériles intentos, la misión de los guaicurúes fue abandonada por los jesuitas.
En 1759 el cacique Lorenzo Mbayá firmó un efímero tratado de paz en Asunción, lo que permitió el establecimiento de misiones jesuitas. El jesuita Joseph Sánchez Labrador fue enviado a misionar entre los mbayaes y otros guaicurúes, fundando el 23 de agosto de 1760 la reducción de Nuestra Señora de Belén al este de la actual Concepción en Paraguay y sobre el río Ypané. Al ser expulsados los jesuitas en 1768 la misión tenía 260 indígenas reducidos.
También en 1760 el jesuita Manuel Durán fundó la reducción de San Juan Nepomuceno al oeste del río Paraguay con indígenas guanás que se hallaban sometidos a los mbayaes, que al momento de la expulsión de los jesuitas contaba con 600 indígenas.

## Caduveos
Se considera a los actuales kadiwéu, caduveo, cadiuéu, kadigüegodís, mbayá-guaycurú o ediu-adig del Mato Grosso del Sur en Brasil, como los descendientes actuales de los mbayaes. En 1995 eran unos 1200 distribuidos en tres comunidades alrededor de la sierra de Bodoquena al oeste del río Miranda en la reserva indígena Kadiwéu. Los grupos beaquéo, cataguéo y guatiedéo que también habitaron el territorio brasileño se hallan extintos.
Enemigos acérrimos de los guaraníes estos mabayaes hicieron alianzas con los bandeirantes portugueses y pasaron al este del río Paraguay en el valle del Mbotetey (o río Miranda) destruyendo a fines del siglo XVIII gran parte de las misiones y pueblos del Itatín. Fueron aliados de Brasil en la guerra de la Triple Alianza, realizando en 1865 una cruenta razzia que entre otros efectos tuvo la destrucción de la población paraguaya de San Salvador. Los territorios caduveos fueron transferidos al Brasil al finalizar la guerra.